# Президентские выборы в Йемене (2012)
Выборы Президента Йемена состоялись 21 февраля 2012 года. Исполняющий обязанности президента Абд Раббу Мансур Хади был единственным кандидатом на выборах. Был приведён к присяге в качестве президента Йемена 25 февраля 2012 года в Президентском дворце.

## Предыстория
Во время восстания 2011 года, страны-члены Совета сотрудничества стран Персидского залива предложили соглашение, по которому президент Али Абдулла Салех передаёт свои полномочия вице-президенту Абд Раббо Мансуру Хади. Салех должен был оставаться в должности лишь формально ещё три месяца до выборов. Салех подписал соглашение в Эр-Рияде 23 ноября 2011 года, а 26 ноября Хади объявил о дате выборов.

## Бойкот
Хуситы, заселяющие Север Йемена, призвали к бойкоту голосования. В том же ключе заявили южные сепаратисты.

## Результаты
| Кандидат                                                          | Партия                     | Голоса     | %     |
| ----------------------------------------------------------------- | -------------------------- | ---------- | ----- |
| Абд Рассу Мансур Хадди                                            | Всеобщий народный конгресс | 6,621,921  | 100   |
| Недействительные голоса                                           | Недействительные голоса    | 13,271     | -     |
| Всего                                                             | Всего                      | 6,635,192  | 100   |
| Зарегистрировано и явка                                           | Зарегистрировано и явка    | 10,243,364 | 64.78 |
| Источник: IFES Архивная копия от 7 ноября 2017 на Wayback Machine |                            |            |       |